# Gnophos ophthalmicata
Gnophos ophthalmicata là một loài bướm đêm trong họ Geometridae.